# العلاقات الأرمينية الدومينيكية
العلاقات الأرمينية الدومينيكية هي العلاقات الثنائية التي تجمع بين أرمينيا ودومينيكا.

## مقارنة بين البلدين
هذه مقارنة عامة ومرجعية للدولتين:
| وجه المقارنة                                              | أرمينيا                    | دومينيكا              |
| --------------------------------------------------------- | -------------------------- | --------------------- |
| المساحة (كم2)                                             | 29.74 ألف                  | 751                   |
| عدد السكان (نسمة)                                         | 2.93 مليون                 | 73.92 ألف             |
| الكثافة السكانية (ن./كم²)                                 | 98.52                      | 9.84 ألف              |
| العاصمة                                                   | يريفان                     | روسو                  |
| اللغة الرسمية                                             | لغة أرمنية                 | لغة إنجليزية          |
| العملة                                                    | درام أرميني                | دولار شرق الكاريبي    |
| الناتج المحلي الإجمالي (بليون دولار)                      | 11.54 مليار                | 562.54 مليون          |
| الناتج المحلي الإجمالي (تعادل القوة الشرائية) بليون دولار | 25.41 مليار                | 789.63 مليون          |
| الناتج المحلي الإجمالي الاسمي للفرد دولار أمريكي          | 3.49 ألف                   | 7.12 ألف              |
| الناتج المحلي الإجمالي للفرد دولار أمريكي                 | 8.07 ألف                   | 10.88 ألف             |
| مؤشر التنمية البشرية                                      | 0.743                      | 0.724                 |
| رمز المكالمات الدولي                                      | +374                       | +1767                 |
| رمز الإنترنت                                              | .am، .հայ ‏                 | .dm                   |
| المنطقة الزمنية                                           | ت ع م+04:00، توقيت أرمينيا | 00، توقيت أطلنطي موحد |

## منظمات دولية مشتركة
يشترك البلدان في عضوية مجموعة من المنظمات الدولية، منها:
| علم المنظمة | اسم المنظمة                        | تاريخ انضمام أرمينيا | تاريخ انضمام دومينيكا |
| ----------- | ---------------------------------- | -------------------- | --------------------- |
|             | مؤسسة التنمية الدولية              | 25 أغسطس 1993        | 29 سبتمبر 1980        |
|             | يونسكو                             | 9 يونيو 1992         | 9 يناير 1979          |
|             | وكالة ضمان الاستثمار متعدد الأطراف | 5 ديسمبر 1995        | 7 أكتوبر 1991         |
|             | الأمم المتحدة                      | 2 مارس 1992          | 18 ديسمبر 1978        |
|             | الاتحاد البريدي العالمي            | ?                    | ?                     |
|             | البنك الدولي للإنشاء والتعمير      | 16 سبتمبر 1992       | 29 سبتمبر 1980        |
|             | الاتحاد الدولي للاتصالات           | 30 يونيو 1992        | 28 أكتوبر 1996        |
|             | منظمة حظر الأسلحة الكيميائية       | ?                    | ?                     |
|             | مؤسسة التمويل الدولية              | 18 أبريل 1995        | 29 سبتمبر 1980        |
|             | منظمة التجارة العالمية             | 5 فبراير 2003        | ?                     |
|             | منظمة الشرطة الجنائية الدولية      | ?                    | ?                     |

## وصلات خارجية
- موقع وزارة الخارجية الأرمينية